# Domenico Mombelli
Domenico Mombelli (Villanova Monferrato, Alessandria, Piemont, 17 de febrer de 1755 - Bolonya, 15 de març de 1835) fou un tenor i compositor musical musical italià. Fou un dels tenors més cèlebres de la seva època, i quan renuncià a l'escena (després d'haver actuat en diversos teatres d'Itàlia, Madrid i a Viena) es dedicà a la composició musical. A més de moltes obres de música religiosa, se li deuen: l'oratori La Gerusalemme liberata; diverses òperes, entre elles, Adriano in Siria; sis àries italianes (Viena, 1791, vuit àries italianes (Viena, 1794), i 6 duettini per 2 soprani (Viena, 1795). Les seves filles, Ester i Anita, es dedicaren al teatre, recollint molts aplaudiments com a cantants.